# Empoli Football Club 1954-1955
Questa voce raccoglie le informazioni riguardanti l'Empoli Football Club nelle competizioni ufficiali della stagione 1954-1955.

## Rosa
| N. |                   | Ruolo | Calciatore                    |
| -- | ----------------- | ----- | ----------------------------- |
|    | Italia (bandiera) | P     | Mario Scardigli               |
|    | Italia (bandiera) | D     | Giancarlo Amadeo              |
|    | Italia (bandiera) | C     | Giancarlo Bellotti            |
|    | Italia (bandiera) | C     | Clemente Candiani             |
|    | Italia (bandiera) | D     | Ennio Cardoni                 |
|    | Italia (bandiera) | D     | Franco Civolani               |
|    | Italia (bandiera) | C     | Fermo                         |
|    | Italia (bandiera) | A     | Giovanni Battista Fracassetti |
|    | Italia (bandiera) | C     | Danilo Galli                  |
|    | Italia (bandiera) | A     | Aldo Genovesi                 |
|    | Italia (bandiera) | D     | Alvo Gori                     |
|    | Italia (bandiera) | A     | Libero Guidi                  |

| N. |                   | Ruolo | Calciatore        |
| -- | ----------------- | ----- | ----------------- |
|    | Italia (bandiera) | A     | Carlo Maluta      |
|    | Italia (bandiera) | D     | Alfio Mandich     |
|    | Italia (bandiera) | P     | Quinzio Mariani   |
|    | Italia (bandiera) | A     | Renzo Merlin      |
|    | Italia (bandiera) | P     | Silvio Morasso    |
|    | Italia (bandiera) | D     | Giovanni Pasolini |
|    | Italia (bandiera) | C     | Giuseppe Piazza   |
|    | Italia (bandiera) | A     | Renzo Tambani     |
|    | Italia (bandiera) | D     | Lauro Toneatto    |
|    | Italia (bandiera) | A     | Zamboni           |